# جولي جويوراني
جولي جويوراني (بالفرنسية: Julie Goiorani)‏ مواليد 25 مايو 1988 في مونبلييه، هي لاعبة كرة يد فرنسية تلعب كمحور. مثلت منتخب فرنسا لكرة اليد للسيدات.

## سجل المنافسة
شاركت في البطولات التالية:
- بطولة العالم لكرة اليد للسيدات 2013
- بطولة أوروبا لكرة اليد للسيدات 2012

## روابط خارجية
- جولي جويوراني على موقع الاتحاد الأوروبي لكرة اليد (الإنجليزية)